# اس‌اس کانمارا
اس‌اس کانمارا (به انگلیسی: SS Connemara) یک کشتی بود که طول آن ۲۷۲٫۵ فوت (۸۳٫۱ متر) بود. این کشتی در سال ۱۸۹۶ ساخته شد.